# Дол-при-Храстовлях
Дол-при-Храстовлях (словен. Dol pri Hrastovljah) — поселення в общині Копер, Регіон Обално-крашка, Словенія. Висота над рівнем моря: 195,4 м.